# New England Classic
O New England Classic foi um torneio masculino de golfe no PGA Tour, que foi disputado entre os anos de 1969 e 1998 no Pleasant Valley Country Club, em Sutton, Massachusetts.
Em 1975, Roger Maltbie vence pela segunda semana consecutiva no PGA Tour. Ele derrota Mac McLendon com uma tacada de vantagem.
Em 1998, Steve Pate vence a última edição do torneio. Ele derrota Scott Hoch e Bradley Hughes com uma tacada de vantagem. Foi a primeira vitória do Steve desde que ele sofreu um acidente de carro em 1996.